# Eric Montross
Eric Scott Montross (Indianápolis, Indiana, 23 de septiembre de 1971-Chapel Hill, Carolina del Norte; 17 de diciembre de 2023) fue un jugador de baloncesto estadounidense que jugó en la NBA durante ocho temporadas. Con la Universidad de North Carolina consiguió el campeonato de la NCAA en 1993. Con 2,13 metros de estatura, jugaba en la posición de pívot.

## Trayectoria deportiva

### High School
Montross asistió al Lawrence North High School en Indianápolis y se graduó en 1990. Fue el pívot titular de los Wildcats de Lawrence North que se coronaron campeones del estado de Indiana en 1989, y fue seleccionado para el McDonald's All American al año siguiente. Ese mismo año fue nombrado en el primer equipo All-USA por USA Today. 

### Universidad
En 1990 ingresó en la Universidad de Carolina del Norte en Chapel Hill. Montross formó parte de los Tar Heels campeones de la NCAA en 1993, promediando 16.8 puntos con un 64.9% en tiros de campo en seis partidos en el Torneo de la NCAA. En temporada sénior lideró a los Tar Heels en rebotes (8.1) y aportó 13.6 puntos en 35 partidos. Además, fue incluido en el segundo equipo del All-America y en el segundo quinteto de la Atlantic Coast Conference. En 1994, con Jerry Stackhouse en el equipo, fue campeón de la ACC. 
Durante su estancia en los Tar Heels ganó la medalla de bronce con la selección de Estados Unidos en los Juegos Panamericanos de 1991.

### Profesional
Fue seleccionado por Boston Celtics en la 9.ª posición del Draft de la NBA de 1994. Durante su primera temporada en la liga promedió 10 puntos y 4.7 rebotes en 78 partidos, 75 de ellos como titular, y disputó el Schick Rookie Game del All-Star Weekend, donde anotó 6 puntos y cogió 4 rebotes. A final de la temporada fue incluido en el segundo mejor quinteto de rookies. Tras su gran campaña inicial, el nivel de Montross comenzó a descender y a final de la temporada 1995-96 fue traspasado a Dallas Mavericks. En Texas jugó 47 partidos hasta que volvió a entrar en un traspaso, esta vez a New Jersey Nets; Sam Cassell, Chris Gatling, Jim Jackson, George McCloud y Montross fueron canejados por Shawn Bradley, Ed O'Bannon, Robert Pack y Khalid Reeves. En las siguientes temporadas se convirtió en carne de traspaso y pasó por Philadelphia 76ers, Detroit Pistons y Toronto Raptors antes de anunciar su retirada del baloncesto profesional el 26 de agosto de 2003.
A lo largo de su carrera en la NBA disputó 465 partidos en los que anotó 2071 puntos y recogió 2159 rebotes.

## Estadísticas de su carrera en la NBA

### Temporada regular
| Año     | Equipo       | PJ  | PT  | MPP  | %TC  | %3P  | %TL  | RPP | APP | ROB | TPP | PPP  |
| ------- | ------------ | --- | --- | ---- | ---- | ---- | ---- | --- | --- | --- | --- | ---- |
| 1994–95 | Boston       | 78  | 75  | 29.7 | .534 | .000 | .635 | 7.3 | 0.5 | 0.4 | 0.8 | 10.0 |
| 1995–96 | Boston       | 61  | 59  | 23.5 | .566 | –    | .376 | 5.8 | 0.7 | 0.3 | 0.5 | 7.2  |
| 1996–97 | Dallas       | 47  | 46  | 20.9 | .460 | –    | .294 | 5.0 | 0.7 | 0.2 | 0.7 | 3.9  |
| 1996–97 | New Jersey   | 31  | 31  | 27.2 | .451 | –    | .393 | 9.1 | 0.9 | 0.4 | 1.3 | 5.1  |
| 1997–98 | Philadelphia | 20  | 20  | 16.9 | .395 | –    | .368 | 4.6 | 0.4 | 0.4 | 0.6 | 3.4  |
| 1997–98 | Detroit      | 28  | 10  | 12.6 | .456 | –    | .429 | 3.8 | 0.1 | 0.2 | 0.5 | 2.5  |
| 1998-99 | Detroit      | 46  | 2   | 12.5 | .525 | .000 | .344 | 3.0 | 0.3 | 0.3 | 0.6 | 2.1  |
| 1999-00 | Detroit      | 51  | 0   | 6.5  | .309 | –    | .500 | 1.4 | 0.1 | 0.1 | 0.2 | 0.8  |
| 2000-01 | Detroit      | 42  | 20  | 13.5 | .413 | –    | .269 | 3.4 | 0.4 | 0.2 | 0.5 | 2.5  |
| 2000-01 | Toronto      | 12  | 1   | 6.8  | .353 | –    | .200 | 2.4 | 0.3 | 0.3 | 0.3 | 1.1  |
| 2001-02 | Toronto      | 49  | 24  | 13.4 | .402 | .000 | .323 | 2.9 | 0.3 | 0.2 | 0.5 | 2.4  |
| Total   | Total        | 465 | 288 | 18.2 | .490 | .000 | .478 | 4.6 | 0.4 | 0.3 | 0.6 | 4.5  |

### Playoffs
| Año   | Equipo  | PJ | PT | MPP  | %TC  | %3P | %TL  | RPP | APP | ROB | TPP | PPP |
| ----- | ------- | -- | -- | ---- | ---- | --- | ---- | --- | --- | --- | --- | --- |
| 1995  | Boston  | 4  | 4  | 15.5 | .455 | –   | .500 | 2.3 | 0.0 | 0.0 | 0.0 | 3.3 |
| 1999  | Detroit | 5  | 0  | 14.0 | .500 | –   | .500 | 2.6 | 0.0 | 0.0 | 0.4 | 1.4 |
| 2000  | Detroit | 2  | 0  | 2.5  | –    | –   | –    | 1.0 | 0.0 | 0.0 | 0.0 | 0.0 |
| 2001  | Toronto | 5  | 0  | 6.2  | .400 | –   | –    | 2.0 | 0.2 | 0.0 | 0.6 | 0.8 |
| Total | Total   | 16 | 4  | 10.5 | .455 | –   | .500 | 2.1 | 0.1 | 0.0 | 0.3 | 1.5 |

## Vida personal

### Fallecimiento
Eric falleció el 17 de diciembre de 2023 en su casa de Chapel Hill a los 52 años, a consecuencia de un cáncer diagnosticado en marzo de ese mismo año.